# Irina Sliusar
Irina Sliusar (Kamianské, Unión Soviética, 19 de marzo de 1963) fue una atleta soviética, especializada en la prueba de 4 x 100 m en la que llegó a ser medallista de bronce mundial en 1987.

## Carrera deportiva
En el Mundial de Roma 1987 ganó la medalla de bronce en los relevos 4 x 100 metros, con un tiempo de 42.33 segundos, tras Estados Unidos y Alemania del Este, siendo sus compañeras de equipo las atletas: Natalya Pomoschchnikova, Natalya German y Olga Antonova.